# NGC 4540
NGC 4540 (другие обозначения — UGC 7742, MCG 3-32-74, ZWG 99.93, VCC 1588, IRAS12323+1549, PGC 41876) — спиральная галактика с перемычкой (SBc) в созвездии Волос Вероники.
Для положения оси вращения галактики оценки угла наклона хорошо согласуются для кинематического и фотометрического методов и различаются всего на 2°, при этом позиционные углы значительно отличаются, на 31°. Кривая вращения выглядит хаотично в той стороне галактики, вращательное движение которой происходит в сторону наблюдателя, особенно во внутренних 5 секундах дуги, и в этой же стороне прослеживается до большего расстояния. Диск галактики, в целом, лишён каких-либо заметных деталей структуры и в нём не идёт крупномасштабных процессов звездообразования, а лишь локальные вспышки. Рентгеновский источник 1RXS J123456.0+153314, возможно, находится в этой галактике, хотя его угловое расстояние до центра галактики слишком велико, чтобы однозначно утверждать о его местоположении.
Этот объект входит в число перечисленных в оригинальной редакции «Нового общего каталога».